# Сахалінська область (Російська імперія)
50°54′ пн. ш. 142°09′ сх. д. / 50.9° пн. ш. 142.15° сх. д.
Сахалі́нська о́бласть — адміністративно-територіальна одиниця Російської імперії, Російської республіки і Далекосхідної республіки у 1909-1920.

## Географія
Обіймала північну частину острова Сахалін. На півдні межувала з губернаторством Карафуто (Японія). На материковій частині межувала з Приморською областю.

## Історія
17 червня 1909 відповідно до закону «Про адміністративну перебудову Приморської області і острова Сахаліну» з колишнього Сахалінського відділу Приморської області утворено Сахалінську область.
У 1914 до Сахалінської області був приєднаний Удський повіт (центр — місто Ніколаєвськ) Приморської області, розташований на материку.
У березні 1917 після поваленні Миколи II створено Комітет громадської безпеки, де владу зайняли помірковані республіканці. 1918 року було визнано владу уряду О. Колчака.
14 січня 1920 відбулося повстання, внаслідок чого владу захопив прорадянський уряд. Втім уже 21 квітня того ж року північний Сахалін було окуповано японськими військами, але юридично було передано до складу Приамурської області Далекосхідної республіки. 1922—1923 роках велися перемовини щодо продажу Японії північного Сахаліну: перші пропонували 150 млн йєн, Радянська Росія — 1,5 млрд золотих карб. Зрештою перемовини щодо цього було перервано.
У 1925, після евакуації японських військ, територія області увійшла до складу СРСР.
У 1926 перетворено на Сахалінський округ Приморської губернії Далекосхідної області.

## Адміністративний устрій
Центром області було місто Александровськ-Сахалінський. В адміністративному відношенні область ділилася на спочатку на 2 ділянки: Олександрівську і Тимовську, з 1914 року додався ще Удський повіт. З 1918 року Удський повіт повернуто до Приморської області.

### Губернатори
- Аркадій Валуєв (1909—1910)
- Дмитро Григорьєв (1910—1917)
- Фрідріх Бунге (1917), тимчасовий

### Керуючий областю
- Фрідріх Бунге (1918—1920)

### Голова військово-революційного штабу
- Яків Тряпіцин (1920)

## Населення
Через складні кліматичні умови подальше вільно-переселенське заселення російського північного Сахаліну проходило повільно. Населення зростало переважно за рахунок високого природно приросту поселенців.
1913 населення подвоїлося і склало 10,4 тисячі осіб, з яких 5897 становили росіяни, 2,3 тис. — нівхи, 730 — українці. Також мешкали білоруси, поляки, німці, китайці, корейці, балтські і молдавські народи.

## Економіка
Основою було рибальство, полювання на морських тварин, вирощування у промислових масштабах ламінарії. Корінне населення займалося скотарством. Частково поселенці вирощували ячмінь й жито.
Втім основними напрямами було добування корисних копалин. Спочатку це стосувалося вугілля. Згодом на території російської частини Сахаліну було виявлено великі поклади нафти, в зв'язку з чим область стала об'єктом пильної уваги і суперництва міжнародного капіталу. Початок поклали японці з консорціуму «Хокусинкай» в 1919 році. Протягом 1923—1925 років тривали перемовини щодо передачі японцям в концесії нафтових родовищ, за результатом яких японські компанії отримали 50 % усіх нафтових свердловин. Концесії було підписано терміном на 45 років (японці добували нафту на Сахаліні до 1944 року).